# Crocidolite

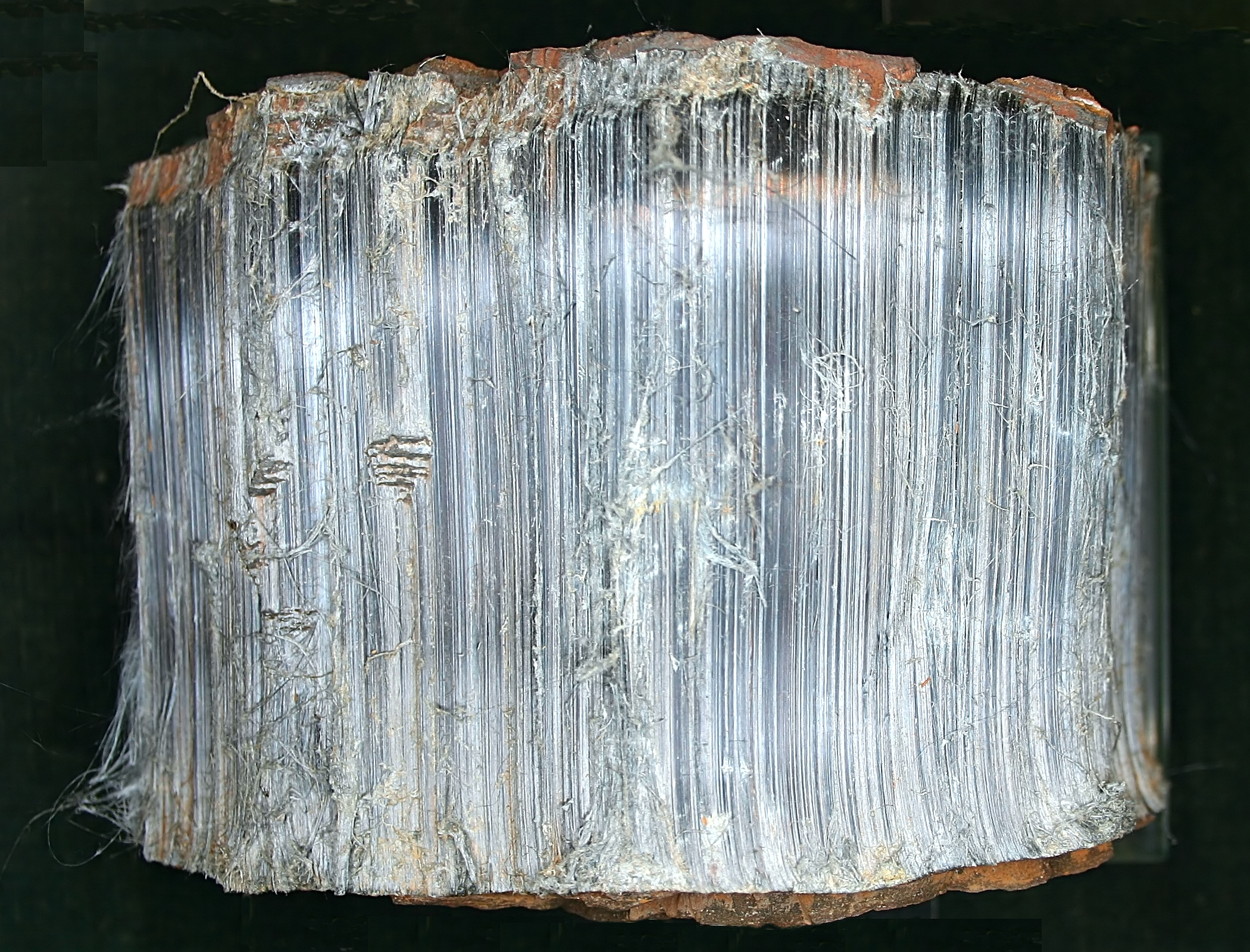
Crocidolite

La crocidolite est une variété de riébeckite, inosilicate de la famille des amphiboles de formule Na2FeIII2FeII3Si8O22(OH)2.
Elle est souvent appelée amiante bleu.
Une pierre fine, l’œil de Tigre, contient de la crocidolite dont les fibres ont été incluses dans le quartz.
Cette substance est considérée comme la forme d'amiante la plus toxique utilisée dans l'industrie (essentiellement pour le flocage des murs), elle provoque le cancer du poumon et le mésothéliome (cancer de la plèvre supérieure).